# Astral Weeks Live at the Hollywood Bowl
Astral Weeks Live at the Hollywood Bowl es un álbum en directo del músico norirlandés Van Morrison, publicado por la compañía discográfica Listen to the Lion records en febrero de 2009.
El álbum incluyó la interpretación en directo del álbum Astral Weeks durante dos noches consecutivas, el 7 y 8 de noviembre de 2008, en el Hollywood Bowl de Los Ángeles (California), coincidiendo con el cuadragésimo aniversario de la publicación original de Astral Weeks. El guitarrista Jay Berliner, uno de los músicos que participaron en su grabación, se unió al grupo de Morrison durante los conciertos en los que revisitó Astral Weeks.
The New York Daily News nombró Astral Weeks Live at the Hollywood Bowl como uno de los «cinco eventos musicales de pop más anticipados de 2009». En mayo de 2009, Morrison publicó Astral Weeks Live at the Hollywood Bowl: The Concert Film, un DVD de edición limitada con la filmación de los conciertos.

## Producción
Con solo un ensayo previo a los conciertos y con la técnica habitual de Morrison en la producción, sin hacer uso de ingeniería de posproducción, Astral Weeks Live at the Hollywood Bowl suena esencialmente tal y como se desarrollaron los conciertos. El propio Morrison comentó sobre los conciertos y sobre el sonido en directo de la grabación: «Los conciertos me dieron la oportunidad de tocar estas canciones del modo en que originalmente estaban planeadas». Posteriormente, añadió: «Existe cierta dinámica en directo que no puedes obtener en el estudio de grabación... Hay una alquimia distinta que ocurre en el escenario del Hollywood Bowl. Lo sentí».

## Conciertos
Los dos conciertos fueron divididos en dos segmentos separados con un intermedio de quince minutos. La primera parte estuvo compuesta de temas clásicos del repertorio de Morrison; la segunda parte, de las canciones de Astral Weeks, interpretadas en distinto orden durante las dos noches en relación con el álbum original. Morrison interpretó en ambos conciertos los siguientes temas: «Astral Weeks», «Beside You», «Slim Slow Slider», «Sweet Thing», «The Way Young Lovers Do», «Cyprus Avenue», «Ballerina» y «Madame George». Tanto en uno como en otro concierto, Morrison volvió al escenario para interpretar un bis con el tema «Listen to the Lion».
El repertorio de la primera parte del concierto del 7 de noviembre estuvo compuesto por: «Wavelength», «Saint Dominic's Preview», «And the Healing Has Begun», «It's All in the Game»/«You Know What They're Writing About», «Troubadours», «Angeliou», «Moondance», «Brown Eyed Girl» y «Gloria».
Por otra parte, el concierto ofrecido el 8 de noviembre estuvo compuesto por las siguientes canciones: «Wavelength», «Saint Dominic's Preview», «Caravan», «It's All in the Game», «Here Comes the Night», «And the Healing Has Begun», «Summertime in England», «Brown Eyed Girl» y «Gloria».

## Van Morrison sobre la grabación deAstral Weeks
En una entrevista concedida a David Wild para la revista musical Rolling Stone, Morrison comentó sobre la publicación en 1968 de Astral Weeks: «No recibió ninguna promoción de Warner Bros. Y esa es la razón por la que nunca interpreté las canciones en directo. Siempre quise tocar el álbum en directo y totalmente orquestado. Eso es de lo que trata. Siempre me gustó la grabación en directo y me gusta escuchar discos en directo también. No soy muy amante del estudio, es demasiado confinado. Me gusta la libertad del directo, del sonido del momento».
Previo a la publicación de Astral Weeks Live at the Hollywood Bowl, Morrison remarcó: «Hay cierta dinámica que puedes obtener en directo y que no puedes conseguir en un estudio de grabación... Ahí lo consigues todo correcto, íntegro, en bruto y en el momento". En una entrevista concedida en enero de 2009, Morrison declaró: "Siempre hubo una alquimia que tomó su parte, lo podía sentir, y otros me comentaban que podían literalmente ver que estaba ocurriendo. Pensé que simplemente ocurría dentro de mí. Pero aparentemente no era yo sólo».

## Promoción
Como medio de promoción, Morrison comenzó una serie de conciertos y apariciones televisivas en Nueva York los días 27 y 28 de febrero, donde interpretó nuevamente Astral Weeks junto a varios clásicos en el WaMuTheater en Madison Square Garden, y nuevamente los días 3 y 4 de marzo en el Beacon Theater de Nueva York. Durante su estancia en Nueva York, apareció en el programa Late Night with Jimmy Fallon el 2 de marzo de 2009. Al día siguiente, Morrison participó en el programa Live with Regis and Kelly.

## Recepción
Astral Weeks Live at the Hollywood Bowl recibió críticas entusiastas por parte de la prensa musiocal desde su publicación. Andy Whitman en la revista Paste definió el álbum como "casi milagroso" y "un giro de tuerca", añadiendo: "Es algo inesperado y deliciosamente atrevido para un final de carrera que se ha ido caracterizando por su seguridad y por ese modo de mantener la esencia". Otra reseña de Mike Ragogna en The Huffington Post anota: "Después de todo, Morrison está donde quiere estar, en escena y en el cielo, cantando, tocando el saxofón, la guitarra y la armónica. La camaradería de la banda está comunicada musicalmente, y especialmente entre Morrison y Jay Berliner".
La palabra "trascendente" ha sido utilizada en numerosas reseñas de los conciertos y del álbum en directo. En este sentido, Blogcritics escribió: "Van Morrison encontró la salida perfecta para su trabajo. No es una simple reedición, sino que toca las canciones de nuevo con más alma con la que lo hizo en 1968. Hay mayor libertad en su voz que te llena -como ir a una iglesia- y que se siente dentro. Es simple. Es trascendente". Por su parte, el crítico de Daily News Jim Farber escribió sobre el álbum: "Sus momentos más trascendentales muestran el placer de dejar a un cantante llevar su voz hasta el límite".

## Lista de canciones
Todas las canciones escritas y compuestas por Van Morrison. 
| N.º | Título                                      | Duración |  |
| 1.  | «Astral Weeks - I Believe I've Transcended» | 9:56     |  |
| 2.  | «Beside You»                                | 5:59     |  |
| 3.  | «Slim Slow Slider - I Start Breaking Down»  | 7:37     |  |
| 4.  | «Sweet Thing»                               | 5:38     |  |
| 5.  | «The Way Young Lovers Do»                   | 3:18     |  |
| 6.  | «Cyprus Avenue - You Came Walking Down»     | 5:59     |  |
| 7.  | «Ballerina - Move On Up»                    | 9:45     |  |
| 8.  | «Madame George»                             | 8:43     |  |
| 9.  | «Listen to the Lion - The Lion Speaks»      | 7:43     |  |
| 10. | «Common One»                                | 6:39     |  |
| 11. | «Gloria» (Solo en edición en vinilo)        |          |  |

## Personal
- Van Morrison: voz, guitarra y armónica
- Tony Fitzgibbon: violín y mandolina
- Bobby Ruggiero: percusión
- Sarah Jory: guitarras
- Jay Berliner: guitarra acústica
- Paul Moran: órgano y trompeta
- Roger Kellaway: piano
- Liam Bradley: coros
- Richie Buckley: saxofón tenor y flauta
- Bianca Thornton: coros
- David Hayes: bajo y contrabajo
- John Platania: guitarra
- Terry Adams: chelo
- Nancy Ellis: viola
- Rick Schlosser: batería

## Posición en listas
| País              | Lista                    | Posición |
| ----------------- | ------------------------ | -------- |
| Alemania          | Media Control Charts     | 45       |
| Austria           | Ö3 Austria Top 40        | 36       |
| Bélgica (Flandes) | Ultratop 200 Albums      | 53       |
| España            | Spanish Albums Chart     | 56       |
| Estados Unidos    | Billboard 200            | 33       |
| Estados Unidos    | Top Internet Albums      | 1        |
| Noruega           | Norwegian Albums Chart   | 36       |
| Nueva Zelanda     | New Zealand Music Charts | 15       |
| Países Bajos      | Mega Albums Top 100      | 31       |
| Reino Unido       | UK Albums Chart          | 61       |
| Suecia            | Swedish Albums Chart     | 17       |